# ميلينغتون (تشيشير)
ميللينغتون (بالإنجليزية: Millington, Cheshire)‏ هي قرية وأبرشية مدنية تقع في المملكة المتحدة في تشيشير. يقدر عدد سكانها بـ 234 نسمة .